# André Béteille
André Béteille (Chandannagar, 30 september 1934) is een Indiaas socioloog. Hij studeerde sociologie aan de Universiteit van Calcutta en de Universiteit van Delhi. Hij is bekend vanwege zijn onderzoek naar het kastenstelsel in India.
Hij werd geboren in Chandannagar, toen gelegen in Frans-Indië, als zoon van een Franse vader en een Indiase moeder. Hij haalde in 1957 zijn master aan de Universiteit van Calcutta en promoveerde in 1964 aan de Universiteit van Delhi, waar hij sinds 1959 ook doceerde. In 1965-66 was hij als Simon Fellow verbonden aan de Universiteit van Manchester, van 1968 tot 1970 was hij een Jawaharlal Nehru Fellow, een gasthoogleraar aan de Universiteit van Cambridge in 197-79 en hield de leerstoel van Tinbergen aan de Erasmus Universiteit in 1984. 

## Werken
- 1965: Caste, Class and Power. Changing Patterns of Stratification in a Tanjore Village, University of California Press
- 1969: Castes. Old and New. Essays in Social Structure and Social Stratification, Asia Publishing House
- 1972: Inequality and Social Change, Oxford University Press
- 1974: Studies in Agrarian Social Structure, Oxford University Press
- 1974: Six Essays in Comparative Sociology, Oxford University Press
- 1977: Inequality Among Men, Basil Blackwell
- 1981: Ideologies and Intellectuals, Oxford University Press
- 1981: The Backward Classes and the New Social Order, Oxford University Press
- 1984: The Idea of Natural Inequality and Other Essays, Oxford University Press
- 1986: 'Individualism and Equality' in Current Anthropology, Volume 27, No. 2, p. 121-134
- 1991 : Society and Politics in India. Essays in a Comparative Perspective, Athlone Press
- 1991: 'The reproduction of inequality: occupation, caste and family' in Contributions to Indian Sociology, Volume 25, No. 1, p. 3-28
- 1991: Society and politics in India. Essays in a comparative perspective, Atlantic Highlands
- 1992: The Backward Classes in Contemporary India, Oxford University Press
- 1992: 'Caste and family in representations of Indian society' in Anthropology Today, Volume 8, Issue 1, p. 13-18
- 2000: Antinomies of Society. Essays on Ideologies and Institutions, Oxford University Press
- 2002: Sociology. Essays on Approach and Method, Oxford University Press